# Offset binário
Offset binário é um esquema de codificação digital, onde a representação totalmente-zerada corresponde ao valor mínimo negativo e a representação com todos os dígitos 1 (um) corresponde ao máximo valor positivo. Não há um padrão para o offset binário, mas na maioria das vezes o valor "zero" é representado por um 1 no bit mais significativo e zero em todos os outros bits.
O Offset binário é frequentemente usado em processamento digital de sinais (DSP). A maioria dos chips de conversão A/D (analógico para digital) e D/A (digital para analógico) são unipolares, o que significa que eles não podem lidar com sinais bipolares (sinais com ambos os valores positivos e negativos). Uma solução simples para isso é predispor os sinais analógicos com um offset DC igual a metade da variação do conversor de A/D ou D/A. Os dados digitais resultantes acabam ficando em formato offset binário.
A maioria dos chips padrão de computador de CPU não consegue lidar com o formato de deslocamento binário diretamente. chips de CPU normalmente só podem tratar inteiros com ou sem sinal, e formatos de valor de ponto flutuante. valores de offset binário podem ser tratados de diversas formas por esses chips de CPU. Os dados podem ser simplesmente tratados como inteiros sem sinal, exigindo que o programador ter de lidar com o desvio de zero em software. Os dados também podem ser convertidos para o formato inteiro com sinal (que o processador pode manipular de forma nativa) simplesmente subtraindo-se o deslocamento zero.
O Offset binário ocorre com tanta freqüência no processamento de sinais digitais que muitos chips DSP podem lidar com deslocamento binário sem necessidade de qualquer conversão de dados.
Tabela de offsets binários para 4 bits
| Código binário | Código decimal |
| -------------- | -------------- |
| 1111           | 7              |
| 1110           | 6              |
| 1101           | 5              |
| 1100           | 4              |
| 1011           | 3              |
| 1010           | 2              |
| 1001           | 1              |
| 1000           | 0              |
| 0111           | −1             |
| 0110           | −2             |
| 0101           | −3             |
| 0100           | −4             |
| 0011           | −5             |
| 0010           | −6             |
| 0001           | −7             |
| 0000           | −8             |

Offsets binários podem ser convertidos em complemento de dois, invertendo-se o bit mais significativo. Por exemplo, com 8 valores de bit, o valor de deslocamento binário pode ser operado por XOR com 0x80, a fim de converter-se ao complemento de dois.